# Ida Krone
Ida Krone, nacida Ahlers (Múnich, 3 de noviembre de 1876-Múnich, 8 de abril de 1957) fue una artista de circo, entrenadora de animales y empresaria alemana. Fue dueña del Circus Krone y ayudó a la renovación de los espectáculos hacia el circo moderno.

## Trayectoria
Su padre fue el empresario Benoit Ahlers (1850-1940), que tenía un «teatro de monos» en las ferias. El 12 de junio de 1902 se casó en Coblenza con Carl Krone, que se había hecho cargo de una casa de fieras con espectáculos de doma de su padre y había fundado el Circus Krone tres años más tarde. El programa del teatro de monos de los Ahler se integró en el de Krone tras la boda. A partir de 1904, Ida Krone se hizo cargo de los leones amaestrados de su marido y llegó a ser conocida como "Miss Charles" y la "domadora de leones más audaz y valiente de la actualidad" gracias a sus espectáculos de doma con veinticuatro leones del Atlas. También actuaba con caballos y elefantes. Contribuyó decisivamente a transformar la casa de fieras del Circus Krone en un gran circo «moderno» que trabajaba activamente con los animales, ya que su esposo aún tenía ideas relativamente anticuadas sobre los espectáculos con animales (en forma de casa de fieras).

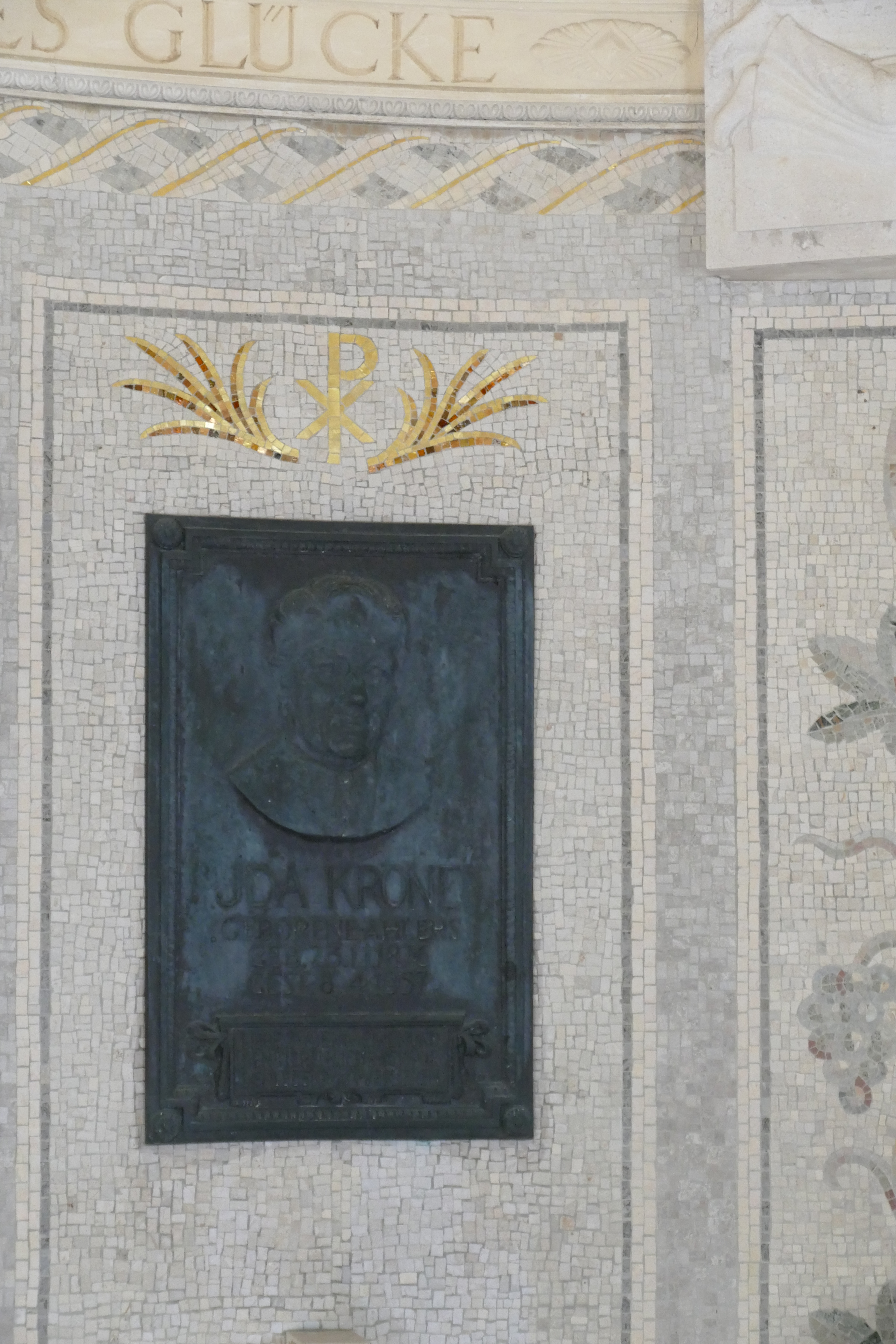
Lápida de Ida Krone en el Mausoleo Krone

Tras la muerte de su marido en 1943, pasó a ser la propietaria del Circus Krone, pero su hija, Frieda Krone, que se había casado con el domador Carl Sembach fueron los directores. Durante la Segunda Guerra Mundial el circo fue destruido y su hija y yerno se encargaron de recuperarlo.
Murió en 1957, en Múnich, a los 81 años. Fue enterrada en el cementerio Waldfriedhof de Múnich, en el “Mausoleo Krone” (tumba n.º 13-W-1).